# Karin Sidén

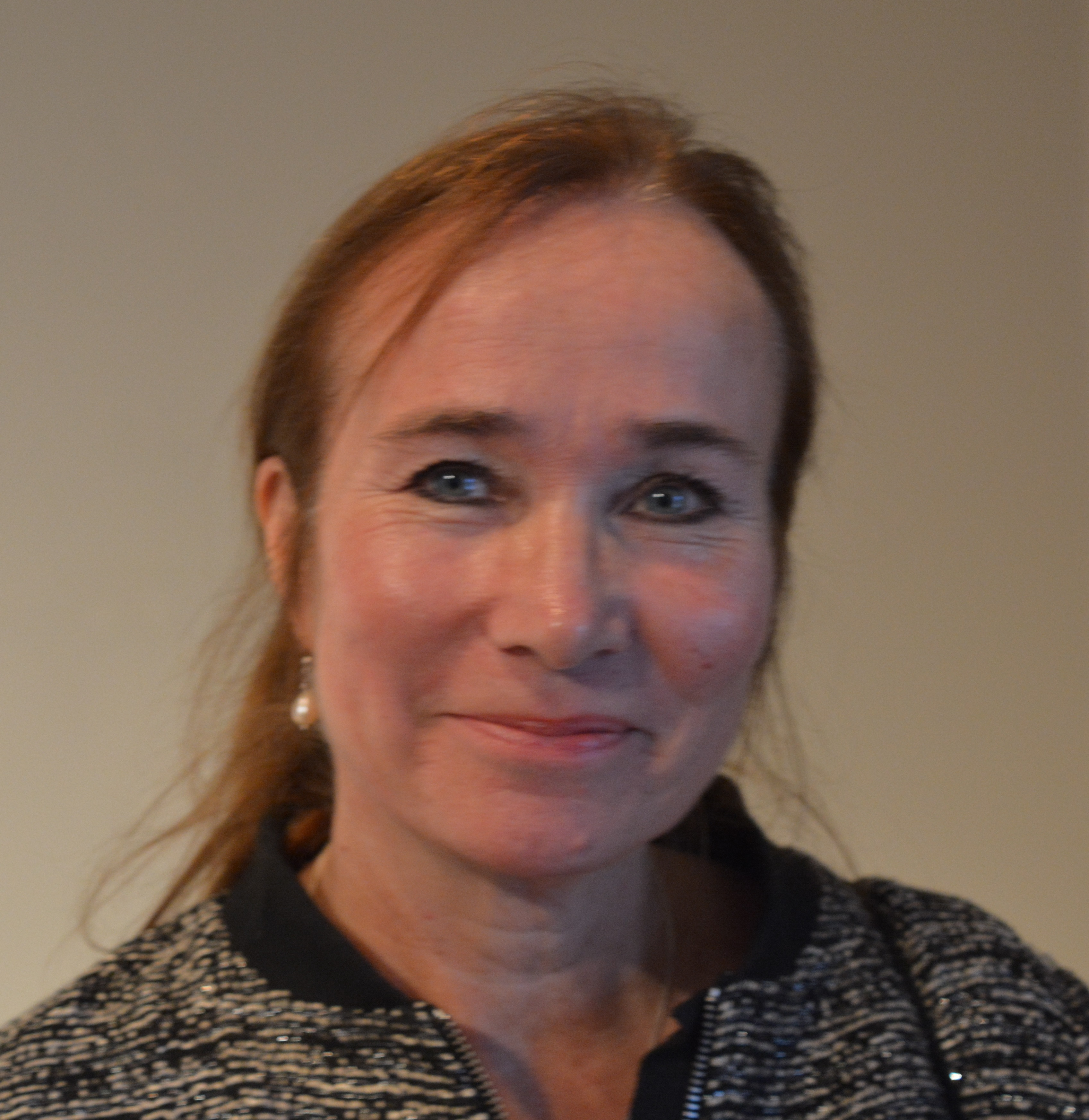
Karin Sidén.

Karin Linnea Sidén, född 7 mars 1961, är en svensk konstvetare, kurator och författare.
Karin Sidén disputerade i konstvetenskap vid Uppsala universitet 2001 med en avhandling om stormaktstidens barnporträtt. Sedan 2010 är hon docent i konstvetenskap vid Uppsala universitet. År 2016 invaldes hon som ledamot i Kungliga Vitterhetsakademien och tilldelades Hans Majestät Konungens medalj av åttonde storleken för förtjänstfulla insatser inom svenskt museiväsende.
Karin Sidén var verksam på Nationalmuseum som vikarierande intendent 1992–1997, som förste intendent 1997–2007 och som forskningschef 2008–2012. Sedan 1 februari 2012 är hon museichef och överintendent vid Prins Eugens Waldemarsudde.